# Casa Feltrinelli
La Casa Feltrinelli è un edificio residenziale multipiano di Milano, sito in via Daniele Manin al civico 37, all'angolo con viale Città di Fiume, a breve distanza da piazza della Repubblica.
Costruita dal 1934 al 1935 su progetto degli architetti Alberico e Lodovico Barbiano di Belgiojoso, costituisce un importante esempio di architettura razionalista.

## Storia
Nei primi anni trenta del XX secolo, in seguito alla demolizione della vecchia stazione centrale e al conseguente ridisegno di piazza della Repubblica, si resero disponibili per l'edificazione alcune aree poste lungo il limite dei giardini pubblici.
Uno dei lotti disponibili venne acquistato da Antonio Feltrinelli, che affidò agli architetti Alberico e Lodovico Barbiano di Belgiojoso la costruzione di un edificio residenziale pluripiano. I lavori iniziarono nel 1934 e si conclusero l'anno successivo.

## Descrizione
L'edificio è posto sull'angolo nord-occidentale dell'isolato, con la facciata principale rivolta ad est, verso via Daniele Manin e i giardini pubblici; la facciata nord si affaccia invece sul viale Città di Fiume. L'edificio è costruito sul filo stradale e racchiude un cortile interno.
La casa occupa una superficie di 470 m² ed ha una volumetria di circa 18.000 m³. Si contano 10 piani, di cui il terreno e il seminterrato adibiti a uffici, e i restanti ad appartamenti; il piano tipo è suddiviso in due appartamenti di 8 locali, mentre il quarto piano e il decimo (attico) ospitano ciascuno un solo grande appartamento. La copertura è sistemata a giardino, accessibile dall'ultimo piano attraverso una scala.
La struttura portante, inizialmente prevista in calcestruzzo armato, fu invece realizzata in acciaio dalla Badoni di Lecco, consentendo un interasse più ampio dei pilastri e quindi una maggiore luminosità degli ambienti interni.
Le facciate sono caratterizzate da un ricorrente disegno orizzontale che inquadra le ampie finestre; la facciata est ha al centro una grande veranda panoramica aperta sui giardini. Entrambe le facciate sono rivestite in pietra di Mazzano, fatta eccezione per il piano terreno rivestito in granito rosa di Baveno.